# 클로디아 웰스
클로디아 웰스(Claudia Wells, 1966년 7월 5일 ~ )는 미국의 배우이다.

## 출연 작품

### 영화
- 백 투 더 퓨처 (1985)
- 에일리언 아마게돈 (2011, Alien Armageddon)
- 스타쉽 라이징 (2014, Starship: Rising)
- 룸 앤 보드 (2014, Room and Board)
- Vitals (2019)

### 텔레비전
- 사랑의 화원 (1979, Family)
- 허비 (1982, Herbie, the Love Bug)